# Calling…
「Calling…」（コーリング…）は、2008年2月3日にリリースされた、原田真二通算37作目のシングル。

## 概要
- 「Calling…」は、デビュー30周年記念シングルとして発売されたシンプルなピアノバラード・ナンバー。
- 初回盤はミュージック・ビデオ収録DVD同梱。原田所有のリゾートスタジオ等、厳冬の箱根で撮影。
- カップリングは、原田のファンである小川菜摘のリクエストにより、彼女が司会を務めていた関西テレビ「おじょママ!P」のエンディングテーマとして作られた。

## 収録曲
- 全作詞 ・作曲 ・編曲 ：原田真二

1. Calling…
2. Come On おじょママ〜I Love Luしー〜
3. Calling…（カラオケ）
4. Come on おじょママ〜I Love Luしー〜（カラオケ）